# Calle 145 (línea de la Avenida Lenox)
La Calle 145 es una estación en la línea de la Avenida Lenox del metro de la ciudad de Nueva York. Localizada en la intersección de la Calle 145 y la Avenida Lenox en el barrio de Harlem en Manhattan, es servida todo el tiempo por los trenes del servicio 3.
Al igual que las otras estaciones en el metro original de la IRT, fue construida para trenes más pequeños. A menudo, todas las otras estaciones fueron ensanchadas o cerradas, dejando a la estación de la Calle 145 como la única estación del metro original que no puede acomodar a trenes de diez vagones; la única estación de servicio público que no puede abastecer a los trenes de más de diez vagones es la estación South Ferry.
Hay dos vías, con plataformas angostas que pueden acomodar trenes de hasta seis vagones, aunque no tienen entrada que vienen en sentido sur. Directamente al norte de la estación hay varios cruces de agujas para los trenes que van llegando a la terminal actual del extremo norte del servicio 3 en la Harlem–Calle 148. Directamente al sur de la estación esta la interconexión de la Calle 142 con la línea White Plains Road. La proximidad de los cambios en ambas direcciones podría ser la razón en la cual la estación no fue alargada. 
Desde el 1995–2008, esta estación carecía de servicio completo, ya que los trenes del servicio 3 no operaban después de la media noche. El servicio de tiempo completo fue reabierto el 27 de julio de 2008.

## Conexiones de autobuses
- Bx19
- M1
- M7
- M102